# Доманьяно (футбольний клуб)
Доманьяно (італ. Football Club Domagnano) — сан-маринський футбольний клуб з однойменного міста. Клуб заснований у 1966 році. У сезоні 2015–2016 виступає у групі B.

## Досягнення
- Чемпіон Сан-Марино: 1989, 2002, 2003, 2005
- Володар кубка Сан-Марино: 1972, 1988, 1990, 1992, 1996, 2001, 2002, 2003
- Суперкубок Сан-Марино з футболу: 1990, 2001, 2004